# Tiffany & Co.
Tiffany & Co. (cunoscută colocvial sub numele de Tiffany's sau Tiffany) este o casă de bijuterii specializată în design și produse de lux, cu sediul pe Fifth Avenue în Manhattan. Tiffany este cunoscută în special pentru bijuteriile din diamante și argint sterlin. Aceste bunuri sunt vândute în magazinele Tiffany, online și în merchandisingul corporativ.
Tiffany & Co. a fost fondată în 1837 de către bijutierul Charles Lewis Tiffany, și a devenit celebră la începutul secolului XX sub conducerea artistică a fiului său, Louis Comfort Tiffany. În 2018, vânzările nete au totalizat 4,44 miliarde de dolari. În 2019, Tiffany opera 326 de magazine la nivel global în țări precum Statele Unite, Japonia și Canada, precum și în Europa, America Latină și Asia.

## Fondare

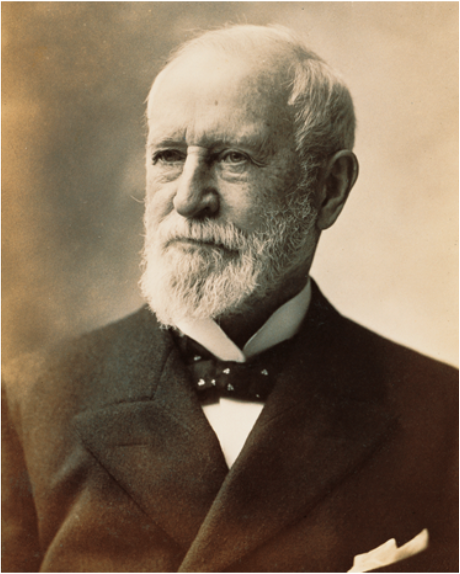
Charles Lewis Tiffany, fondatorul Tiffany & Co.

Compania a fost fondată în 1837 de Charles Lewis Tiffany și John B. Young, în New York City, ca un „emporiu de papetărie și marochinărie”, cu ajutorul tatălui lui Charles Tiffany, care a finanțat magazinul cu doar 1.000 de dolari din profiturile obținute de la o moară de bumbac. Inițial, magazinul a vândut o mare varietate de articole de papetărie și, începând din 1838, a funcționat sub numele de „Tiffany, Young and Ellis” pe 259 Broadway în Lower Manhattan. Numele a fost prescurtat în Tiffany & Company în 1853, când Charles Tiffany a preluat controlul și a pus accentul firmei pe bijuterii.
De atunci, compania a deschis magazine în marile orașe din întreaga lume. Spre deosebire de alte magazine de la acea vreme, în anii 1830, Tiffany a stabilit prețuri fixe pe produsele sale, pentru a preveni orice târguială asupra lor. În plus, contrar normei sociale de la acea vreme, Tiffany accepta doar plăți în numerar și nu permitea cumpărăturile pe credit. Astfel de practici fuseseră introduse pentru prima dată în 1750 de Palmer's din London Bridge.

## Produse

### Diamante

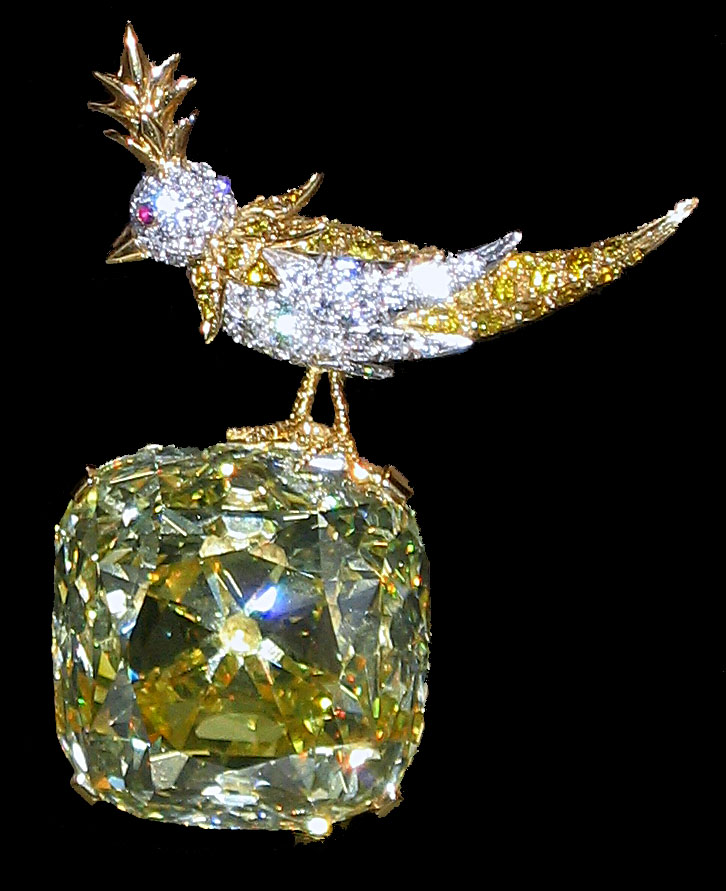
Diamantul galben Tiffany

Tiffany este cunoscută pentru produsele sale de lux, în special pentru bijuteriile cu diamante și argint.
George Frederick Kunz (1856-1932), un gemolog de la Tiffany's, a avut un rol esențial în adoptarea internațională a caratelor metrice ca standard de greutate pentru pietre prețioase. Diamantul galben Tiffany (128,54 carate (25,708 g)) este expus de obicei în magazinul emblematic din New York City.
În 1886, fondatorul Charles Tiffany a conceput designul inelului Tiffany Setting, în care șase dinți țin diamantul în afara benzii, pentru a accentua mai bine piatra.
La fel ca alți comercianți de diamante, Tiffany's aplică o politică strictă împotriva răscumpărării diamantelor vândute în magazinele sale. În 1978, o femeie din New York a fost refuzată după ce a încercat să revândă un inel cu diamant pe care îl cumpărase de la Tiffany cu doi ani mai devreme pentru 100.000 de dolari.

### Lămpi

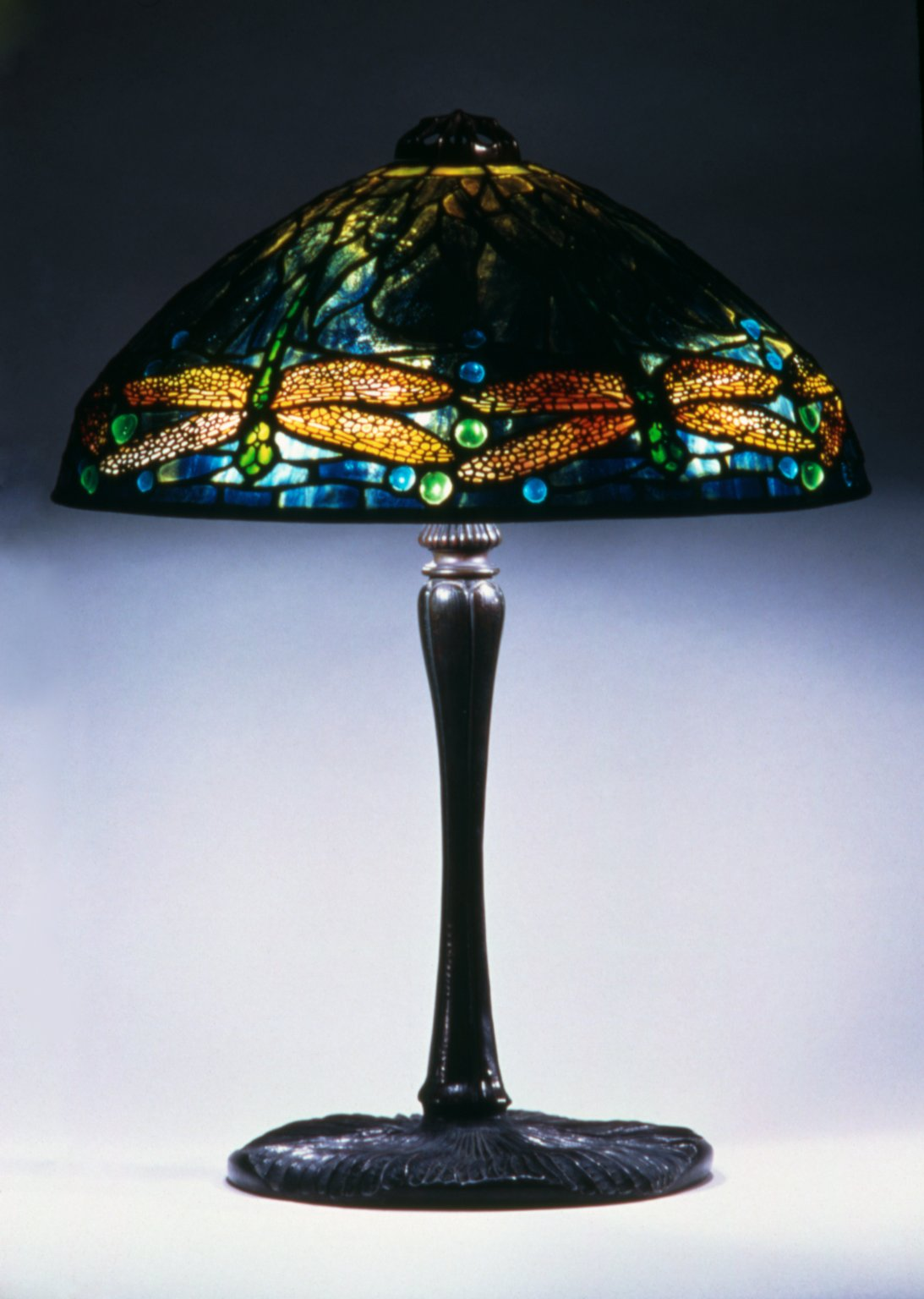
Lampă Tiffany cu libelule, creată de Clara Driscoll

Prima lampă Tiffany a fost expusă în 1893 și se presupune că a fost fabricată în același an. Fiecare lampă a fost realizată manual de meșteri calificați, nefiind produsă în masă sau la mașinării. Designerul ei nu a fost, așa cum se credea de peste 100 de ani, Louis Comfort Tiffany, ci o artistă nerecunoscută, Clara Driscoll, care a fost identificată în 2007 de profesorul Martin Eidelberg de la Universitatea Rutgers ca fiind maestrul designer din spatele celor mai creative și valoroase lămpi din sticlă cu plumb produse de Tiffany Studios.
Lămpile Tiffany sunt considerate parte a mișcării artistice Art Nouveau.

### Pietre prețioase
Tiffany vinde bijuterii care încorporează o mare varietate de pietre prețioase colorate, inclusiv pe acelea pe care le-a ajutat să devină populare, cum ar fi tsavoritul, kunzitul și morganitul. În februarie 2015, o bavetă din turcoaz și acvamarin concepută de Francesca Amfitheatrof, designer director la Tiffany, și purtată de Cate Blanchett la Premiile Oscar 2015, a contrastat favorabil cu bijuteriile încrustate cu diamante albe purtate de alte vedete.

### Parfumuri
La sfârșitul anilor 1980, Tiffany & Co. s-a aventurat în domeniul parfumurilor. Tiffany pentru femei a fost lansat în 1987, un parfum floral, realizat de parfumierul François Demachy. La prețul de 220 de dolari pe uncie, Tiffany a fost comercializat cu succes de marile magazine din Statele Unite. Doi ani mai târziu, Tiffany for Men a fost lansat în 1989 și a fost dezvoltat de parfumierul Jacques Polge. Sticlele atât pentru parfumul pentru bărbați, cât și pentru cel pentru femei au fost proiectate de Pierre Dinand.
În octombrie 2019, Tiffany a lansat o nouă linie de parfumuri, Tiffany & Love.

## Încultura pop
Lanțul de magazine a fost menționat în diverse lucrări, cu precădere în titlul nuvelei lui Truman Capote din 1958, Mic dejun la Tiffany, adaptată în filmul din 1961 cu Audrey Hepburn.